# Euscelidia bishariensis
Euscelidia bishariensis är en tvåvingeart som beskrevs av Efflatoun 1937. Euscelidia bishariensis ingår i släktet Euscelidia och familjen rovflugor.
Artens utbredningsområde är Sudan. Inga underarter finns listade i Catalogue of Life.